# Boubacar Coulibaly
Boubacar Coulibaly (nacido en Bamako, Malí) es un jugador de baloncesto español de origen gambiano. Con 2,07 metros de estatura, juega en la posición de pívot. Actualmente forma parte de la plantilla del Club Baloncesto Lucentum Alicante de la Primera FEB. 

## Trayectoria
Tsimbila nacido en Bamako y se formó en la San Gabriel Academy Hight School hasta 2020, cuando ingresó en la Universidad del Sur de California, situada en la ciudad de Los Ángeles, California, donde disputó dos temporadas la NCAA con los Southern California Trojans, desde 2020 a 2022.
En 2022, ingresa en la Universidad Pepperdine, situada en Malibu (California), donde formó parte durante tres temporadas del equipo de la NCAA de los Pepperdine Waves, desde 2022 a 2025. 
El 13 de agosto de 2025, firma por el Club Baloncesto Lucentum Alicante de Primera FEB.